# 特洛伊·贝尔
特洛伊·德文·贝尔（英語：Troy Devon Bell，1980年11月10日—），美国NBA联盟职业篮球运动员。他在2003年的NBA选秀中第1轮第16顺位被波士顿凯尔特人选中。